# 9880 Stegosaurus
9880 Stegosaurus eller 1994 PQ31 är en asteroid i huvudbältet som upptäcktes den 12 augusti 1994 av den belgiske astronomen Eric W. Elst vid La Silla-observatoriet. Den är uppkallad efter dinosaurien Stegosaurus.
Asteroiden har en diameter på ungefär 3 kilometer.